# Krywopole
Krywopole (ukr. Кривопілля) – wieś na Ukrainie w rejonie wierchowińskim obwodu iwanofrankiwskiego.